# Trachea niphadothauma
Trachea niphadothauma là một loài bướm đêm trong họ Noctuidae.